# Doi ani de vacanță
Doi ani de vacanță (în franceză Deux ans de vacances) este un roman scris de Jules Verne. Acesta a fost serializat în Magasin d'Éducation et de Récréation între 1 ianuarie și 15 decembrie 1888, fiind publicat în volum pe 19 noiembrie același an.

## Povestea
Cincisprezece copii cu vârste cuprinse între 8 și 14 ani de la un colegiu din Noua Zeelandă călătoresc pe vasul Sloughi. Acesta intră în derivă și naufragiază pe o insulă pustie din Oceanul Pacific.
Singurul supraviețuitor al echipajului este musul. Cu ajutorul acestuia, viața naufragiaților se organizează și se ameliorează încetul cu încetul. Dar rivalitățile se fac tot mai mult simțite între cei cincisprezece copii naufragiați, iar scindarea între membrii comunității pare aproape inevitabilă.
La un moment dat, o navă se scufundă în vecinătatea insulei. Se dovedește că aceasta se afla sub controlul unor răsculați care doreau să facă trafic cu sclavi. Puși în fața pericolului înfruntării bandiților, copiii sunt forțați să coopereze între ei. Cu ajutorul a doi dintre supraviețuitorii echipajului original al noii epave, ei reușesc să îi învingă pe răsculați și află că ajunseseră pe Insula Hanovra, lângă coasta chiliană. La doi ani după naufragiu, ei reușesc în sfârșit să părăsească insula și să ajungă acasa in Auckland, în Noua Zeelandă.

### Capitolele cărții
- I. - Furtuna. Un iaht în voia soartei. Patru copilandri pe puntea vasului Sloughi. Pânza catargului principal sfâșiată. O vizită în interiorul iahtului. Ajutorul de marinar aproape strangulat. Un uriaș val din spate. Pământ, prin ceața dimineții. Bancul de stânci
- II. - În zbaterea de ape dintre stânci. Briant și Doniphan. Cercetarea țărmului. Pregătiri de salvare. Lupta pentru iolă. Din vârful catargului. Vitejeasca încercare a lui Briant. Un munte de apă
- III. - Institutul Chairman din Auckland. Cei mari și cei mici. Vacanță pe mare. Schoonerul Sloughi. Noaptea de 15 februarie. În voia soartei. Ciocnirea. În furtună. Cercetări la Auckland. Ce-a mai rămas din schooner
- IV. - Întâia explorare a țărmului. Briant și Gordon prin păduri. Zadarnică încercare de a descoperi vreo peșteră. Inventariere. Provizii, arme, îmbrăcăminte, rufărie, ustensile, unelte, instrumente. Întâiul dejun. Întâia noapte
- V. - Insulă sau continent? Explorare. Briant pleacă singur. Amfibiile. Cârduri de pinguini și foci. Dejunul. De sus de pe promontoriu. Cele trei insule din larg. O dâră albastră la orizont. Înapoi la iaht
- VI. - Neînțelegeri. Plecare amânată. Vreme rea. Pescuit. Fucuși uriași. Costar și Dole călare pe un bidiviu molatic. Pregătiri de plecare. În fața constelației Crucea Sudului
- VII. - Pădurea de mesteceni. De sus, de pe faleză. Străbătând pădurea. O punte pietruită peste un pârâu. Râulețul călăuzitor. Tabăra de noapte. Coliba. Linia albastră. Phann se adapă
- VIII. - Cercetări la vest de lac. De-a lungul țărmului. Struți. Un pârâu izvorăște din lac. Noapte liniștită. Piciorul falezei. Un dig. Rămășițele unei luntri. Inscripția. Peștera
- IX. - Cercetări în peșteră. Mobile și unelte. Bolas și lasso. Ceasornicul. Caietul ferfenițit. Harta naufragiatului. Unde se aflau. Întoarcerea la tabără. Malul drept al râului. Mlaștina. Semnalele lui Gordon
- X. - Istorisirea celor văzute. Hotărârea de a părăsi vasul. Descărcarea și demontarea schoonerului. O furtună care-l dezmembrează. Adăpostiți în cort. Construirea unei plute. încărcarea și îmbarcarea. Două nopți pe râu. Sosirea la French-den
- XI. - Întâiele aranjamente în interiorul peșterii. Descărcarea plutei. La mormântul naufragiatului. Gordon și Doniphan. Plita de bucătărie. Vânat cu blană și vânat cu pene. Struțul "nandu". Planurile lui Service. Vine vremea rea
- XII. - Lărgirea grotei. Zgomote ciudate. Phann dispare. Phann reapare. Îmbunătățiri aduse peșterii. Vreme rea. Nume date. Insula Chairman. Șeful coloniei
- XIII. - Programul de studii. Prăznuirea duminicii. Bulgări de zăpadă. Doniphan și Briant. Geruri mari. Problema lemnelor de foc. Excursie la Traps-woods. Excursie la Sloughi-bay. Foci și pinguini. O pedepsire în public
- XIV. - Ultimele răbufniri de iarnă. Căruța. Întoarcerea primăverii. Service și struțul. Pregătiri pentru o expediție în nord. Vizuini. Stop-river. Faună și floră. Capătul lacului Family. Deșertul de nisip
- XV. - Ce drum să ia la înapoiere. Cercetarea spre apus. „Trucla" și „algarroba". Tufa de ceai. Torentul Dike-creek. Lama din Peru. Noapte agitată. Guanaci. Îndemânarea lui Baxter la aruncat lasso-ul. Întoarcerea la French-den.
- XVI. - Briant e neliniștit de Jacques. Împrejmuire și curte de păsări. Zahăr din arțar. Stârpirea vulpilor. O nouă expediție la golful Sloughi. Înhămarea. Vânătoare de foci. Trăiască Briant
- XVII. - Pregătiri în vederea iernii viitoare. Ce propune Briant. Plecarea lui Briant, a lui Jacques și a lui Moko. Traversarea lacului. East-river. Un mic port la gura râului. Marea din răsărit. Jacques și Briant. înapoierea la French-den
- XVIII. - Balta de extras sare. Picioroange. Excursie la South-moors. Aprovizionări de iarnă. Diferite jocuri. Între Doniphan și Briant. Gordon intervine. Îngrijorare pentru viitor. Alegerile de la 10 iunie
- XIX. - Catargul de semnalizare. Geruri mari. Flamingo-ul. Patinajul. Îndemânarea lui Jacques. Nesupunerea lui Doniphan și a lui Cross. Ceața. Jacques prins de cețuri. Salvele de tun din French-den. Punctele negre. Purtarea lui Doniphan
- XX. - Popas la capătul de miazăzi al lacului. Doniphan, Cross, Webb și Wilcox. Despărțirea. Downs-lands. East-river. Pe țărmul stâng în jos. Sosirea la gura râului
- XXI. - Cercetarea golfului Deception. Golful Bear-Rock. Cum să se înapoieze la French-den. Recunoaștere în nordul insulei. North-creek. Pădurea de fagi. Furtună cumplită. Noapte de spaimă. În zori
- XXII. - O inspirație a lui Briant. Bucuria celor mici. Construirea unui zmeu. Experiența întreruptă. Kate. Supraviețuitorii de pe Severn. Primejdiile prin care trec Doniphan și tovarășii lui. Devotamentul lui Briant. Din nou împreună
- XXIII. - Care e situația. Măsuri de prevedere. Schimbări în felul de viață. „Pomul-vacă". Ce e nevoie de știut. O propunere a lui Kate. Pe Briant îl muncește un gând. Proiectul lui. Consfătuire. Pe mâine!
- XXIV. - Prima încercare. Mărirea aparatului. A doua încercare. Amânare pe a doua zi. Propunerea lui Briant. Propunerea lui Jacques. Mărturisirea. Ideea lui Briant. În aer, în toiul nopții. Ce se vede. Vântul se-ntețește. Deznodământul
- XXV. - Șalupa de pe Severn. Costar bolnav. Întoarcerea rândunelelor. Descurajare. Păsările de pradă. Guanacul împușcat. Pipa. Mai multă supraveghere. Furtună cumplită. Un foc de armă dinafară. Un țipăt al lui Kate
- XXVI. - Kate și Evans. Ce povestește Evans. După eșuarea șalupei. Walston la Bear-rock. Zmeul. French-den descoperit. Fuga lui Evans. Trecerea râului. Proiecte. Propunerea lui Gordon. Teritoriile din est. Insula Chairman-Hanovra
- XXVII. - Strâmtoarea Magellan. Țările și insulele care o înconjoară. Escalele stabilite. Proiecte de viitor. Cu forța ori prin viclenie? Rock și Forbes. Falșii naufragiați. Primire bună. Între unsprezece și douăsprezece noaptea. Un foc de armă al lui Evans. Kate intervine
- XXVIII. - Interogatoriul lui Forbes. Situație gravă. O recunoaștere. Evaluarea forțelor. Restul taberei. Briant dispărut. Doniphan aleargă în ajutor. Rănit greu. Țipete dinspre French-den. Apariția lui Forbes. O lovitură de tun a lui Moko
- XXIX. - Destindere. Eroii bătăliei. Ultimele clipe ale unui nefericit. Recunoaștere în pădure. Convalescența lui Doniphan. La portul Bear-rock. Reparația. Plecarea la 12 februarie. În josul râului Zeelanda. Rămas bun de la golful Sloughi. Extremitatea insulei Chairman
- XXX. - Printre canaluri. Întârzieri datorite vântului neprielnic. Strâmtoarea. Vaporul Grafton. Înapoierea la Auckland. Primirea în capitala Noii Zeelande. Evans și Kate. Încheiere[2]

## Insula

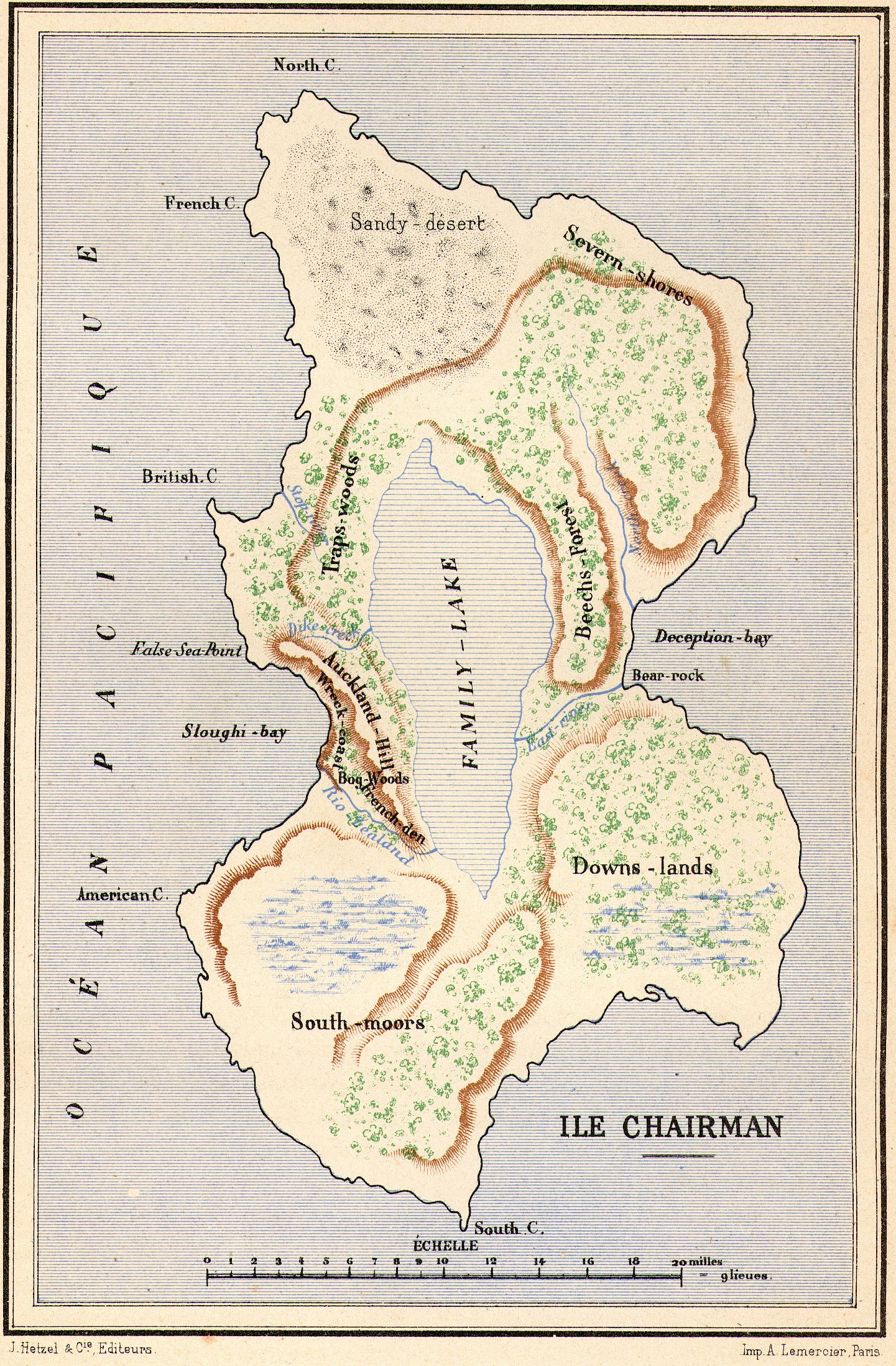
Harta insulei din prima ediție a cărții, ilustrație de Léon Benett

Tinerii naufragiați și-au denumit insula „Chairman”, în amintirea pensionului din care proveneau. Ulterior, ei află că insula lor, situată în apropierea coastei chiliene, avea deja un nume: insula Hanovra. „Adevărata” insulă Hanovra prezintă anumite diferențe față de cea imaginată de Jules Verne în acest roman. Principalele diferențe sunt date de faptul că insula este mult mai ramificată decât insula Chairman și are un relief mult mai accidentat decât cel prezentat în carte.

## Teme abordate în cadrul romanului
- naufragiul, temă prezentă în multe romane verniene, atât din perspectiva celor naufragiați, cât și din cea a persoanelor rămase acasă;
- încercarea de a supraviețui într-un mediu necunoscut și ostil (temă prezentă și în Insula misterioasă și Școala Robinsonilor);
- maturizarea forțată a copiilor puși în fața unor probleme de viață majore, care îi obligă să își asume responsabilități (similar cazului lui Dick Sand din Căpitan la cincisprezece ani).